# Vautrin (Balzac)

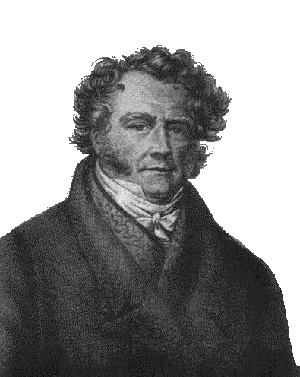
Retrado de Vidocq por Marie-Gabriel Coignet.

Vautrin (alcunha mais conhecida de Jacques Collin) é um personagem fictício da Comédia Humana de Honoré de Balzac.
Ele é um antigo forçado, chefe do submundo, que, após escapar das prisões de Toulon e de Rochefort, assume os nomes de Vautrin, Trompe-la-Mort (Engana-a-morte), sr. de Saint-Estève, abade Carlos Herrera e William Barker, a fim de se esconder das forças da ordem. É um homem aparentemente alegre, que adora cantar, mas que pode facilmente amendrotar. Parece saber tudo, o que o torna absolutamente misterioso até que sua identidade seja revelada. Seu devotamento em ajudar jovens ambiciosos (primeiramente Eugène de Rastignac em Le Père Goriot, depois Lucien de Rubempré em Splendeurs et misères des courtisanes), como ele o diz, vai até o assassinato. Sua obsessão absoluta com o sucesso desses jovens discípulos levam vários críticos a considerar Vautrin um homossexual latente. Depois do suícido de Lucien de Rubempré em Splendeurs, ele entra para o "caminho justo" e se torna chefe de polícia, utilizando para tal serviço os conhecimentos adquiridos na vida de crime. Balzac ter-se-ia inspirado na vida do criminoso real Eugène-François Vidocq para criar este personagem.